# Джузепе Де Лука
Джузепе Де Лука (на италиански: Giuseppe De Luca) е италиански оперен певец, един от най-известните баритони през първата половина на XX век. 

## Биография
Роден е на 25 декември, Коледа, 1876 г. в Рим. Баща му е ковач, който не приема музикалните стремежи на сина си, докато майка му ги насърчава. Като момче Джузепе пее в църковен хор; 12-годишен участва често като статист в опери, поставяни в Театро Адриано и вкъщи често пее и разиграва сцените. Когато е 15-годишен една преподавателка в Академията „Санта Чечилия“ го чува да пее на площада и възхитена от гласа му, го насочва към музикално образование. Свързва го с председателя на академията, граф Самартино, който толкова харесва гласа му, че не само му дава стипендия, но и заплаща на възразяващия баща за съгласието му. Джузепе Де Лука постъпва в академията, в класа по пеене на Венчеслао Персичини.
Дебютира през 1897 година в Пиаченца, в ролята на Валентин от „Фауст“ на Гуно. Дебютът му е успешен и следва успешна кариера по големите световни сцени. Пее в Ла Скала (1902 – 1910) където участва в световните премиери на „Адриана Лекуврьор“ от Чилеа в партията на Мишоне (1902) и в „Мадам Бътерфлай“ от Пучини в партията на Шарплес (1904). На сцената на Ковънт Гардън дебютира през 1907 г. 
От 1915 г. започва 20-годишният му период в Метрополитън опера, където е водещ баритон. По-късно отново за кратко е в Мет (1939 – 1940).    
Артуро Тосканини казва за него: „Абсолютно най-добрия баритон, който някога съм познавал“.
След пенсионирането си преподава пеене в „Джулиард“.
Умира на 26 август 1950 г. в Ню Йорк.